# Francesco Liani

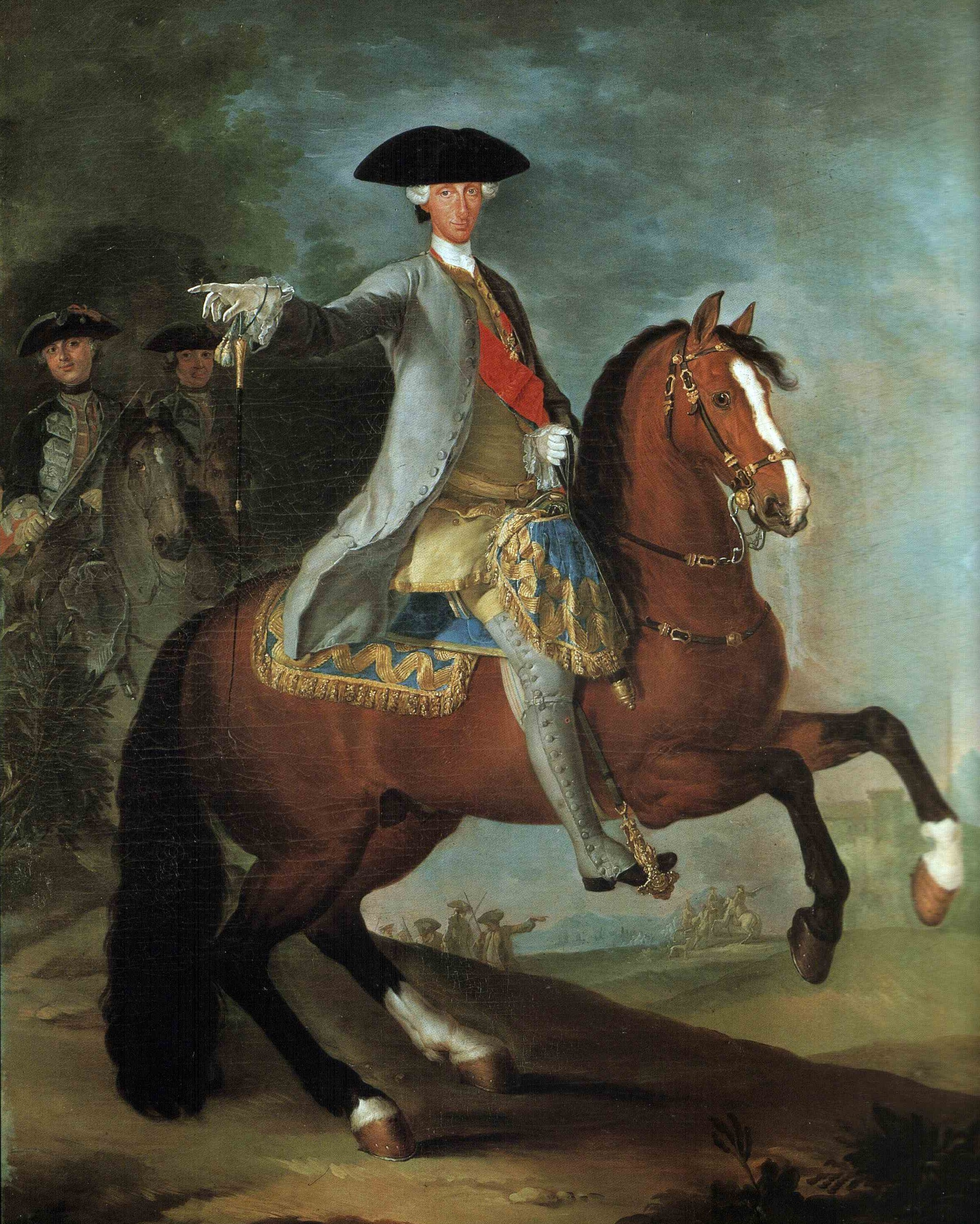
Retrato ecuestre de Carlos de Borbón, rey de Nápoles, por Francesco Liani.

Francesco Liani (Borgo San Donnino, c. 1712 - Nápoles, 1780), fue un pintor italiano, conocido fundamentalmente por sus retratos de la familia real napolitana, entre ellos los retratos ecuestres de  Carlos de Borbón y su esposa María Amalia de Sajonia, ambos conservados en el Museo de Capodimonte. También fue notable pintor de temática religiosa, percibiéndose sobre él la influencia de artistas como Antón Rafael Mengs o Giuseppe Bonito. Destacan en este apartado la serie del Via Crucis en Capua, y una Natividad asimismo en el Museo de Capodimonte. 